# 竜田理史
竜田 理史（たつた まさし）は、NHKのアナウンサー。

## 人物
東京都出身。
学習院高等科、慶應義塾大学卒業後、2018年入局。
初任地は沖縄放送局。2021年4月に京都放送局、2024年9月に広島放送局へ異動。

## 嗜好・挿話
- 学習院高等科では漕艇部に所属し、関東大会に出場[1]。
- 慶應義塾大学ではメディア・コミュニケーション研究所に入所し、同期入局の野口葵衣は同研究所でも同期に当たる[2]。
- 乗り鉄である[3]。

## 出演
☆印は現在出演（担当）中。
沖縄放送局時代（2018年度 - 2020年度）
- どーも、NHK（2018年6月12日・新人お披露目）
- 沖縄のニュース・中継・リポート
- 沖縄熱中倶楽部（不定期）
- ニュース845沖縄（不定期）
- きんくる 〜沖縄金曜クルーズ〜（2020年4月 - 2021年3月12日）  - MC
- おきなわHOTeye（不定期・池間昌人のキャスター代行など）
- うまいッ!『大きくて甘〜い!キーツマンゴー〜沖縄・豊見城市〜』（2019年9月16日）
- 令和2年沖縄全戦没者追悼式（2020年6月23日）司会

京都放送局時代（2021年度 - 2024年8月）　
- 京いちにち（キャスター：2021年3月29日 - 2024年8月23日）[4]
- 京都ニュース845（不定期）
- あさイチ（リポーター：2021年7月12日）
- NHKニュースおはよう日本（5時台代理キャスター：2023年8月14日 - 2023年8月18日）
  - NHKニュース（台風接近に伴う未明～午前の緊急対応、午前9時の全国ニュース：2023年8月14日 - 2023年8月18日）

広島放送局時代（2024年9月 - ）
- 広島県・中国地方のニュース☆
  - お好みサタデー（土曜日・シフト勤務）
  - お好みサンデー（日曜日・シフト勤務）
  - お好みホリデー（祝日・シフト勤務）
  - ニュースちゅうごく645（県域放送休止時の上記の代替）
  - お好み845（平日・シフト勤務）
- おはようちゅうごく（隔週キャスター[注釈 1]：2024年9月24日 - ） ☆
- ひろしま コイらじ（日替りアナウンサー・不定期）☆
- お好みワイドひろしま（臨時キャスター：2025年3月26日 - 28日、8月18日 - 22日）